# The Transition (film 1913)
The Transition è un cortometraggio muto del 1913. Il nome del regista non viene riportato nei credit del film.

## Trama
Un contrabbandiere ferisce lo sceriffo che lo insegue. Nora, la figlia del malvivente, si prende cura di lui, provocando la furia del padre che viene però arrestato dai vice dello sceriffo. La giovane e l'uomo di legge si innamorano. Intanto, il vecchio contrabbandiere riesce a fuggire, iniziando una nuova vita.

## Produzione
Il film fu prodotto dalla Vitagraph Company of America.

## Distribuzione
Distribuito dalla Vitagraph Company of America, il film - un cortometraggio in una bobina - uscì nelle sale cinematografiche statunitensi l'8 aprile 1913.